# XXx 2: The Next Level
xXx 2: The Next Level (xXx: State of the Union) è un film d'azione del 2005 diretto da Lee Tamahori, sequel di xXx del 2002.

## Trama
Un gruppo proveniente da una cellula impazzita dei servizi segreti attacca all'improvviso i bunker dell'NSA (National Security Agency) e sta complottando per uccidere il presidente degli Stati Uniti d'America. Augustus Gibbons si renderà presto conto che la situazione potrà essere risolta solo da un nuovo Agente xXx dato che il precedente è morto in missione. Toccherà a Darius Stone, un ex soldato decorato dei reparti speciali, un ribelle rinchiuso in una prigione militare per aver disobbedito ad un superiore. Sarà lui a dare man forte al gruppo di Gibbons, il quale sa anche che per chiedergli di salvare l'America, dovrà prima aiutarlo ad evadere...  fino a scoprire una cospirazione interna alla Casa Bianca mirata a rovesciare i vertici dello stato.

## Doppiaggio
Francesco Pannofino, doppiatore italiano di Willem Dafoe in questo sequel, aveva dato la voce a Xander Cage (interpretato da Vin Diesel) nel primo film e tornerà a doppiarlo a distanza di dodici anni nel terzo film della serie.

## Scene tagliate
Nel DVD versione "Director's Cut" del primo film xXx è presente la scena della presunta morte di Xander Cage ad opera del commando militare rinnegato presente in questo secondo capitolo.

## Sequel
Il film ha avuto un seguito, xXx - Il ritorno di Xander Cage, distribuito nelle sale cinematografiche statunitensi dalla Paramount Pictures a partire dal 20 gennaio 2017, nel quale Vin Diesel riprende nuovamente i panni di Xander Cage.